# Ладога (Ленинградская область)
Ла́дога (фин. Latukka) — деревня в Фёдоровском городском поселении Тосненского района Ленинградской области.

## История
На карте Санкт-Петербургской губернии Ф. Ф. Шуберта 1834 года обозначена деревня Ладога Новая, состоящая из 26 крестьянских дворов.

ЛАДОГА — деревня принадлежит ведомству Царскосельского дворцового правления, число жителей по ревизии: 88 м. п., 85 ж. п. (1838 год)

В пояснительном тексте к этнографической карте Санкт-Петербургской губернии П. И. Кёппена 1849 года она записана как деревня Laduga (Ладога) и указано количество её жителей на 1848 год: савакотов — 103 м. п., 103 ж. п., всего 206 человек.

ЛАДОГА — деревня Царскосельского дворцового правления, по просёлочной дороге, число дворов — 21, число душ — 107 м. п. (1856 год)

Согласно «Топографической карте частей Санкт-Петербургской и Выборгской губерний» 1860 года деревня называлась Ладога (Новая) и насчитывала 26 дворов.

ЛАДОГА (НОВАЯ) — деревня удельная при ручье Чёрном, число дворов — 25, число жителей: 110 м. п., 110 ж. п. (1862 год)

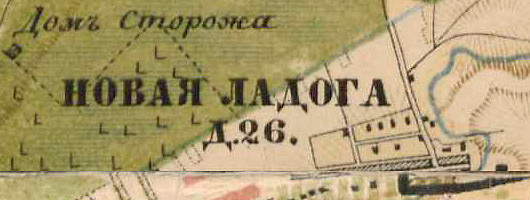
План деревни Ладога. 1885 год

В 1885 году деревня называлась Новая Ладога и насчитывала 26 дворов.
В конце XIX — начале XX века деревня административно относилась к Кошелевской волости 1-го стана Царскосельского уезда Санкт-Петербургской губернии. По приходским данным население деревни было исключительно финским.
По данным «Памятной книжки Санкт-Петербургской губернии» за 1905 год деревня называлась Ладога (Новая).
К 1913 году количество дворов в деревне Ладога увеличилось до 44.
С 1917 по 1920 год деревня Ладога входила в состав Чернореченского сельсовета Кошелевской волости Детскосельского уезда.
С 1920 года, в составе Анноловского сельсовета Слуцкой волости.
С 1923 года в составе Троцкого уезда.
С 1924 года в составе Фёдоровского сельсовета.
С 1926 года вновь в составе Анноловского сельсовета. Согласно данным переписи населения СССР 1926 года в деревне Ладога проживали 320 человек — все финны.
С февраля 1927 года в составе Детскосельской волости. С августа 1927 года в составе Детскосельского района.
С 1928 года вновь в составе Фёдоровского сельсовета.
С 1930 года в составе Тосненского сельсовета Тосненского района.

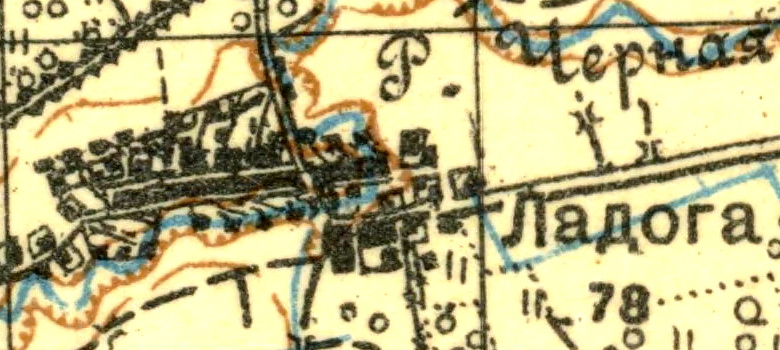
План деревни Ладога. 1931 год

Согласно топографической карте 1931 года деревня насчитывала 78 дворов.
По данным 1933 года деревня Ладога входила в состав Фёдоровского сельсовета Тосненского района.
С 1936 года в составе Слуцкого района.
В 1940 году население деревни Ладога составляло 325 человек.
С 1 сентября 1941 года по 31 декабря 1943 года деревня находилась в оккупации.
С 1953 года вновь в составе Тосненского района.
В 1958 году население деревни Ладога составляло 128 человек.
По данным 1966, 1973 и 1990 годов деревня Ладога находились в составе Фёдоровского сельсовета.
В 1997 году в деревне Ладога Фёдоровской волости проживали 55 человек, в 2002 году — 88 человек (русские — 81 %).
В 2007 году в деревне Ладога Фёдоровского СП — 46 человек.

## География
Деревня расположена в северо-западной части района на автодороге 41К-850 (подъезд к дер. Ладога), к юго-западу от административного центра поселения посёлка Фёдоровское.
Расстояние до административного центра поселения — 6 км.
Через деревню протекает приток Ижоры, река Чёрная.

## Демография
| 1862 | 2007 | 2010 | 2017 |
| ---- | ---- | ---- | ---- |
| 220  | ↘46  | ↗69  | ↗72  |

## Улицы
1-й Речной проезд, 2-й Речной проезд, 3-й Речной проезд, 4-й Речной проезд, 5-й Речной проезд, Августовский проезд, Апрельский проезд, Валаамская, Верная, Весёлая, Високосная, Волховская, Вольная, Вуоксовская, Высоковольтная, Гатчинская, Дачная, Декабрьский проезд, Дорога к Ижорской ГЭС, Ежевичная, Ижорской ГЭС, Июльский проезд, Июньский проезд, Карельская, Ладная, Лазурная, Лесная, Лужская, Лунная, Любимая, Майский проезд, Мартовский проезд, Набережная, Невская, Новгородская, Ноябрьский проезд, Октябрьский проезд, Оредежская, Отрадная, Охтинская, Павловская, Петрозаводская, Полевая, Родниковый переулок, Свирьская, Сентябрьский проезд, Славная, Славянская, Станционный переулок, Тигодожская, Тосненская, Февральский проезд, Фруктовая, Черничная, Черничный проезд, Январский проезд.

## Садоводства
ДНТ Ладога массив Ижора.